# Lucero de México
Lucero de México è il nono album in studio della cantante e attrice messicana Lucero, pubblicato nel 1992.

## Tracce
1. Como Fui a Enamorarme de Ti – 3:36 (Marco Antonio Solís)
2. Llorar – 2:46 (Joan Sebastian)
3. Que No Quede Huella – 3:31 (José Guadalupe Esparza)
4. Tu Infame Engaño – 3:16 (Gustavo Ángel Alba)
5. Como Duele – 3:31 (Esparza)
6. Tristes Recuerdos – 3:31 (Catarino Lara)
7. Pétalo Y Espinas – 3:21 (Jesús Navarrete)
8. Contigo O Sin Ti – 2:43 (Sebastian)
9. Tu Presa Fácil – 5:24 (Navarrete)
10. Corazón Duro – 2:47 (Esparza)
11. Verdad Que Duele – 2:34 (Joan Sebastian)
12. Me Estoy Volviendo Loca – 3:11 (José Javier Solís)